# Garimillahalli, Sidlaghatta
Garimillahalli là một làng thuộc tehsil Sidlaghatta, huyện Kolar, bang Karnataka, Ấn Độ.